# Lindström
Lindström ist ein ursprünglich ortsbezogen entstandener schwedischer Familienname mit der Bedeutung „Lindenbach“. In Norwegen tritt die Form Lindstrøm auf.

## Namensträger
- Adolf Henrik Lindstrøm (1866–1937), norwegischer Koch und Teilnehmer an Expeditionen des Polarforschers Roald Amundsen
- Agnes Lindström Bolmgren (* 1989), schwedische Schauspielerin und Sängerin
- Anders Lindström (* 1969), schwedischer Organist und Pianist
- Arvid Lindström (1866–1944), schwedischer Elektroingenieur
- Bengt Lindström (Schauspieler) (1924–1977), schwedischer Schauspieler
- Bengt Lindström (Künstler) (1925–2008), schwedischer Künstler
- Bengt Lindström (Fußballspieler) (* 1943), schwedischer Fußballspieler
- Bibi Lindström (1904–1984), schwedische Künstlerin, Malerin, Bühnenbildnerin, Designerin und Filmarchitektin
- Carl Lindström (1869–1932), schwedischer Industrieller
- Chris Lindstrom (* 1997), US-amerikanischer Footballspieler
- Curt Lindström (* 1940), schwedischer Eishockeytrainer
- Elise Frösslind (geboren als Elise Lindström, 1793–1861), schwedische Opernsängerin und Schauspielerin
- Emelie Lindström (* 1986), schwedische Unihockeyspielerin
- Erik Lindström (Skispringer) (1918–1955), schwedischer Skispringer
- Erik Lindström (Musiker) (1922–2015), finnischer Musiker und Bandleader
- Erik Ole Lindström (* 1979), schwedischer Autor
- Erling Lindström (* 1937), schwedischer Eishockeyspieler und -trainer
- Eva Lindström (* 1952), schwedische Illustratorin und Autorin
- Fredrik Lindström (Autor) (* 1963), schwedischer Schriftsteller, Komiker und Redakteur
- Fredrik Lindström (Biathlet) (* 1989), schwedischer Biathlet
- Fritz Lindström (1874–1962), schwedischer Maler
- Gunnar Lindström (1896–1951), schwedischer Leichtathlet
- Gustaf Lindström (1829–1901), schwedischer Zoologe und Paläontologe
- Hans-Peter Lindstrøm (* 1973), norwegischer Produzent, DJ und Musiker
- Heidi Lindström (* 1981), finnische Fußballspielerin
- Herbert Lindström (1886–1951), schwedischer Tauzieher
- Inga Lindström, Pseudonym von Christiane Sadlo (* 1954), deutsche Schriftstellerin
- Jari Lindström (* 1965), finnischer Politiker
- Jeanette Lindström (* 1971), schwedische Jazzsängerin
- Jesper Lindstrøm (* 2000), dänischer Fußballspieler
- Joakim Lindström (* 1983), schwedischer Eishockeyspieler
- Johan Lindström (Eishockeyspieler, 1975) (* 1975), schwedischer Eishockeyspieler
- Johan Lindström (Eishockeyspieler, 1979) (* 1979), schwedischer Eishockeyspieler
- Johan Lindström (Musiker), schwedischer Gitarrist
- Linnéa Lindström (* 1995), schwedischer Schauspieler und Musiker
- Louise Lindström (* 2000), schwedische Skilangläuferin
- Maria Lindström (* 1963), schwedische Tennisspielerin
- Mathias Lindström (* 1981), finnischer Fußballspieler
- Mattias Lindström (Fußballspieler) (* 1980), schwedischer Fußballspieler
- Mattias Lindström (Eishockeyspieler) (* 1991), schwedischer Eishockeyspieler
- Mauritz Lindström (1849–1923), schwedischer Maler
- Merethe Lindstrøm (* 1963), norwegische Schriftstellerin
- Mikko Lindström (* 1976), finnischer Gitarrist
- Pär Lindström (* 1970), schwedischer Schwimmer
- Per Lindström (1936–2009), schwedischer Logiker
- Pia Lindström (* 1938), schwedische Journalistin und Schauspielerin
- Rune Lindström (* 1944), schwedischer Skirennläufer
- Sanny Lindström (* 1979), schwedischer Eishockeyspieler
- Sigfrid Lindström (1892–1950), schwedischer Schriftsteller, Journalist und Übersetzer
- Sune Lindström (1906–1989), schwedischer Architekt
- Thomas Lindström (* 1952), schwedischer Automobilrennfahrer
- Torbjörn Lindström, schwedischer Fußballspieler
- Ulrica Lindström (* 1979), schwedische Eishockeyspielerin
- Veli-Matti Lindström (* 1983), finnischer Skispringer
- Willy Lindström (* 1951), schwedischer Eishockeyspieler